# Хрущик японский
Хрущик японский (лат. Popillia japonica) — вид пластинчатоусых жуков из подсемейства хлебных жуков и хрущиков. Научное видовое название свидетельствует о его происхождении из Японии, где он не представляет большой угрозы, однако распространившись в Северной Америке и некоторых частях Европы, жук стал злостным вредителем садов и парков. Впервые в США был обнаружен в 1916 году в питомнике растений близ Ривертона (Нью-Джерси).

## Описание
Взрослый жук — длина от 7 до 10 мм, ширина от 4,4 до 6 мм. Самки крупнее самцов. Жук овальный, умеренно выпуклый, ярко-зелёный с металлическим блеском, середина надкрылий медно-коричневая. Надкрылья покрывают все брюшко, сбоку из-под которых с каждой стороны по 5 пучков из белых волосков и два пучка таких же волосков на пигидии.
Яйцо — эллиптическое до 1,5 мм, светлое, с оловянным блеском.
Личинка — светлая С-образная личинка отрождается через 9—14 дней. У личинок 3 возраста начиная со 2-го, на брюшной стороне анального сегмента рисунок в виде римской цифры (V).
Куколка — светло-коричневого цвета, длиной до 14 мм, в колыбельке.

## Биология
Зимует в стадии личинки второго или третьего возраста в почве на глубине от 20 до 40 см. Весной личинки поднимаются к поверхности почвы и питаются корнями растений. В июне — начале июля личинка окукливается. Лёт жуков начинается с июля и до середины сентября. Всё это время жуки питаются листьями, цветами и завязями растений и откладывают яйца в почву (около 60 яиц). Средняя продолжительность жизни имаго составляет 30—45 дней. Цикл развития годичный.

## Экология и местообитания
Этот вид является сельскохозяйственным вредителем. В Японии этот вид не наносит столь разрушительного вреда, как в Северной Америке. Он наносит вред примерно 200 видам растений, включая розовые кустарники, виноградники, хмель, канны, лагерстрёмии и другие.
В России хрущик японский встречается на Курильских островах и на Сахалине. В России отнесён к карантинным объектам для предотвращения его распространения на материке.

## Галерея

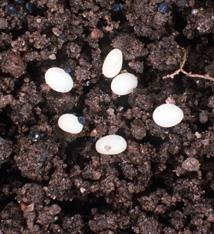
Яйца
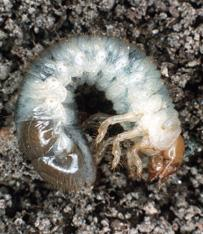
Личинка
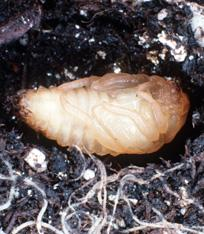
Куколка
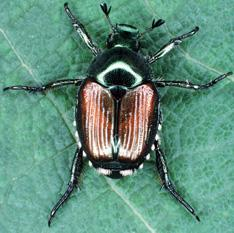
Взрослая особь
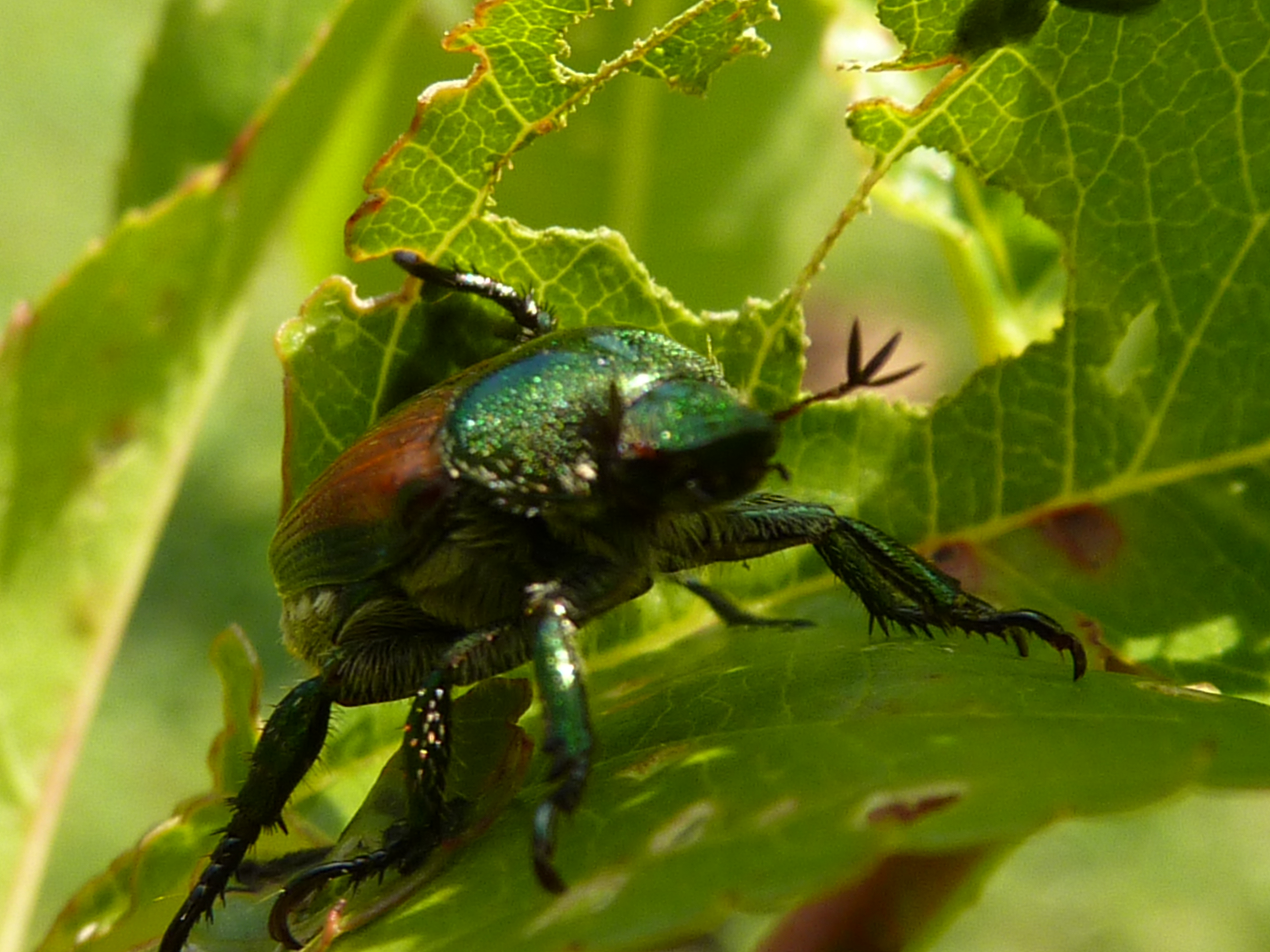
Японский жук поедает листья персика